# ألما كارول
ألما كارول (بالإنجليزية: Alma Carroll)‏ هي ممثلة أمريكية، ولدت في 11 يناير 1924.

## وصلات خارجية
- ألما كارول على موقع IMDb (الإنجليزية)
- ألما كارول على موقع قاعدة بيانات الفيلم (الإنجليزية)